# ゼニヤッタ
ゼニヤッタ（欧字名:Zenyatta、2004年4月1日 - ）はアメリカ合衆国の競走馬。
2009年のブリーダーズカップ・クラシックにおいて、牝馬として史上初の優勝を果たした。ほか2008年のブリーダーズカップ・レディーズクラシックなどG1競走13勝（北米での牝馬による最多G1勝利記録）。
デビューからの19戦を19連勝という成績は、ペッパーズプライドと並び、近代北米競馬における1位タイのデビューからの無敗記録である。2010年度エクリプス賞年度代表馬、2008・2009・2010年度エクリプス賞最優秀古牝馬。アメリカ競馬殿堂馬。主戦騎手はマイク・スミス。生涯獲得賞金730万4580ドルも北米の歴代牝馬最多獲得賞金記録。
半姉にG1競走3勝を挙げたバランス（父・サンダーガルチ）がいる。

## 経歴
2005年9月にキーンランドで開催されたセリ市において6万ドルという安値で購買され、音楽プロデューサーのジェリー・モスの所有馬となった。モスはこの時の印象を「背が高くがっしりとしていて、一目惚れだった」と語っている。その後「ゼニヤッタ」と名付けられカリフォルニア州を本拠とするジョン・シレフス厩舎に入厩し、ハリウッドパーク競馬場を本拠地とした。馬名はモスが創業したA&Mレコード所属のロックバンド・ポリスの3枚目のアルバム『ゼニヤッタ・モンダッタ』に由来する。しかし調教が始められるとその動きは芳しくなく、体高（キ甲＝首と背の境から足元まで）およそ17ハンド（約172cm）・推定体重1200ポンド（約544kg）という巨躯もあり馬体が絞れず小さな怪我を繰り返したこともありデビューは3歳11月と非常に遅くなった。

### 戦績

#### 3・4歳（2007・2008年）
2007年11月22日、ハリウッドパーク競馬場のメイドン（新馬・未勝利馬戦）で初戦を迎え2着に3馬身差を付けて初勝利を挙げる。続くアローワンス（一般戦）ではハリウッドパークのオールウェザートラックレコードを更新し2連勝。古馬になって出走したエルエンシノステークス (G2) では最後方から直線だけで追い込み、重賞初勝利を挙げた。
その後は出走を予定していた2つの重賞競走を回避し、2008年4月にアップルブロッサムハンデキャップでG1競走に初出走。初のダートでの競走に加え、前年のエクリプス賞最優秀古牝馬・ジンジャーパンチとの対戦となった。しかしここも後方からの追い込みで2着に4馬身半の差を付け快勝、G1初制覇を飾った。その後もミレイディハンデキャップ (G2) 、ヴァニティーインビテーショナルハンデキャップ (G1) 、クレメント・L・ハーシュハンデキャップ (G2) と連勝。クレメント・L・ハーシュハンデキャップの優勝タイム・1分41秒48は、デルマー競馬場のオールウェザー8.5ハロンのコースレコードであった。この次走のレディーズシークレットステークス (G1) では前年のブリーダーズカップ・ディスタフ2着馬・重賞3連勝中のヒステリカレディーに3馬身半差を付け、無敗の8連勝を達成。本命馬としてアメリカの最強牝馬決定戦ブリーダーズカップ・レディースクラシックに向かった。
当日はチリからゴドルフィンにトレードされたUAEの二冠牝馬ココアビーチ、コーチングクラブアメリカンオークスなどG1競走3勝の実績を持つミュージックノート、前走スピンスターステークスを約8馬身差でレコード勝ちしたキャリアッジトレイルなどが顔を揃え当シーズン2つのG1を制している前年度優勝馬・ジンジャーパンチが6番人気という豪華メンバーが集まった。その中でもゼニヤッタは前売りオッズで1.3倍という圧倒的な1番人気に推された。レースではスタートで後手を踏み、道中は最後方の位置取りとなる。しかし第3コーナー手前から位置を押し上げるとそのまま大外を回って先行勢を一気に差し切り、2着ココアビーチに1馬身半差を付けて優勝。1988年のパーソナルエンスン以来、史上2頭目となる無敗でのレディースクラシック制覇を果たし7戦全勝で2008年シーズンを終えた。

##### 2008年シーズン終了後
シーズン終了後、地元ハリウッドパーク競馬場の開催最終日であった11月30日には「ゼニヤッタ・デイ」と銘打ち場内でその姿を一般ファンに公開、ウイナーズサークル内でこの年の活躍を称えるセレモニーが行われた。年明けの2009年1月15日には全米サラブレッド競馬協会 (NTRA) の投票により、レディーズクラシック優勝が2008年度の「モーメント・オブ・ザ・イヤー」に選出。27日にはアメリカサラブレッド競馬の年度表彰・エクリプス賞で、最優秀古牝馬のタイトルを受賞した。年度代表馬受賞も有力視されていたが前年度代表馬・カーリンが153票を集めて2年連続の受賞となり、ゼニヤッタは69票で次点に留まった。

#### 5歳（2009年）
2009年はルイビルディスタフステークス (G2) から始動の予定も、馬場状態の悪化を理由に出走を取り消した。3週間後にミレイディハンデキャップ (G2) で改めて復帰。当日は重賞3連勝中の僚馬・ライフイズスウィートと人気を分け合った。レースは十数馬身離れた最後方から最終コーナーに掛けて一気に位置を上げ、直線で抜け出して勝利。同競走連覇と共に、連勝記録を10に伸ばした。次走のヴァニティーインビテーショナルハンデキャップ (G1) ではキャリア最高となる129ポンド（約58.5kg）の斤量を背負いながら、2着に2馬身半差で快勝。続くクレメント・L・ハーシュステークス (G1) では道中でスミスが終始手綱を押し通しというレース運びであったが直線で最後方大外を追い込み、先行馬を頭差捉えて勝利。12連勝・6つめのG1優勝を果たした。
10月10日、ブリーダーズカップへの前哨戦としてレディーズシークレットステークスに出走。前走とは一転、直線入り口で先行勢に並び掛けるとスミスが一度も鞭を使うことなく快勝し、パーソナルエンスンに並ぶデビュー13連勝を達成した。
迎えるブリーダーズカップではレディーズクラシック連覇を目指すか初めての牡馬相手となるクラシックへ向かうかが直前まで未定であったが、競走4日前にクラシックへの正式登録が発表される。当日はG1競走2連勝中のアイルランド調教馬・リップヴァンウィンクル、当年G1競走3勝のサマーバード等を抑えて1番人気に支持された。レースでは集団から置かれる形で後方2番手を進んだが、第3コーナーから進出を始めて最後の直線に入った。直線では馬場中ほどの馬群の中にいたがスミスは半ばでゼニヤッタを大外へ持ち出すと、残り100mの地点で先頭を行くジオポンティを交わして1着でゴール。ブリーダーズカップ創設26年目で初めてとなる牝馬によるクラシック制覇を達成した。馬主のモス、管理調教師のシレフスにとっても初めてのクラシック優勝であり、シレフスは前日レディーズクラシックを制したライフイズスウィートから2日連続のメイン競走制覇も達成した。

##### 引退発表 - 現役続行へ
クラシック競走後、一旦は引退が発表される。11月29日、まずハリウッドパーク競馬場で引退式が行われ当日は特製のDVDとポスターが来場者に無料で配布された。12月26日にはブリーダーズカップを制したサンタアニタパーク競馬場において、ファンを前にしての「ラストラン」が披露された。クラシック競走後もゼニヤッタの調教は続けられていたが陣営はこれを「ゼニヤッタの気晴らしのため」などと語り現役続行については一貫して否定しており、2010年1月には故郷ケンタッキーへ移動し繁殖入りする予定とされていた。
しかし翌2010年1月16日、シレフスを通じて2010年シーズンの現役続行が発表され、翌17日から本格的な調教を再開した。現役続行の理由について、モスは「彼女は本当のスターだ。私達は彼女が走るところを観たいんだ」と語った。
2009年8戦全勝、うち牝馬として85年ぶりのプリークネスステークス優勝を含むG1競走5勝を挙げたレイチェルアレクサンドラとの争いが注目された2009年度エクリプス賞年度代表馬部門では有効投票232票のうち99票（42.7%）を獲得したものの130票（56.0%）を獲得したレイチェルアレクサンドラに及ばず、2年連続で次点となった。最優秀古牝馬部門では満票を獲得し2年連続の受賞を果たしている。

##### レイチェルアレクサンドラとの対戦
2009年に快進撃を続けたゼニヤッタとレイチェルアレクサンドラ両馬の対戦はファンのみならず関係者の間でも大きな関心事であった。ゼニヤッタ陣営はニューヨークで行われるダート競走・ベルデイムステークスへの登録を行うなど対戦に意欲的であったがこの時はレイチェルアレクサンドラが牡馬相手のウッドワードステークスへ回り、またシーズンの総決算であるブリーダーズカップ・クラシックはレイチェルアレクサンドラの代表所有者であるジェス・ジャクソンがサンタアニタパークのオールウェザートラックに強い拒否感を示して回避。2009年シーズンの対戦は実現しなかった。ジャクソンはブリーダーズカップ終了後、第1候補をダート、第2候補を芝コースとした対戦をモスに持ち掛けたが、引退させる意志が固く断られたともしている。
仮に両馬が対戦したらという仮定においてジェリー・ベイリーは「1マイル1/8までの距離なら、ベルモントパークのようなコーナーを1度しか回らない競馬場でもレイチェルに分がある」とする一方、「1マイル1/4なら恐らくゼニヤッタが勝つ」と述べ総合的には「ペースとコースに左右されるゼニヤッタよりも、先行して自分でレースが作れるレイチェルを推したい」としている。またウェイン・ルーカスは「レイチェルのようにハイペースで先行する牝馬を後ろから差すのは難しい」とした上で、「レイチェルを差すには、チャーチルダウンズのゴール前約400mを22秒フラットで走らなければならない」と分析している。一方、スティーヴ・ウィラードは「（レイチェルは）1マイルまでは素晴らしいがゴール前を見てくれ、平凡なタイムだよ。実に平凡だ。必ず差し切るだろう」と主張している。
一度は引退を表明したゼニヤッタの現役続行によって、両馬の対戦の可能性が復活したことになった。シレフスも現役続行に際し、「それを誰もが見たいと思っているのは明らかですね」と語った。しかし未対決のまま2010年9月28日にレイチェルアレクサンドラの引退が発表され、結局両馬の対決は実現しなかった。

#### 6歳（2010年）
ゼニヤッタの現役続行を受け、2年前にゼニヤッタが優勝したアップルブラッサムハンデキャップの主催者であるオークローンパーク競馬場はゼニヤッタとレイチェルアレクサンドラの初対決の舞台として同レースを「アップルブラッサム招待」とし賞金総額10倍、出走頭数を10頭に制限、ハンデ戦から全出走馬同斤の定量戦にし距離も0.5ハロン延長、さらに十分な調整を行うため開催日を1週間遅らせ4月9日にするなどの破格の条件を示した。これに呼応してゼニヤッタとレイチェルアレクサンドラの両陣営は同レースへの出走を決定し、両馬の初対決が行われる運びとなった。
レイチェルアレクサンドラとの対決に向けた2010年の緒戦はサンタマルガリータインビテーショナルハンデキャップ (G1) から始動。レースではダンストゥマイチューンに1馬身差をつけて勝利、G1・9勝目を挙げると共にデビューからの連勝を15に伸ばした。
しかしレイチェルアレクサンドラが前哨戦に敗れたことを理由にアップルブロッサム招待を回避し、このレースでの対戦はならなかった。賞金を例年通りにし別定戦になったレースは5頭立てで行われ、道中最後方から楽に突き抜け2着タプタムに4馬身半差を付け勝利、区切りのG1・10勝目を挙げると共にサイテーション、シガーらに並ぶ北米記録の16連勝を記録した。
4月23日、陣営は次走を6月13日のヴァニティー招待ハンデとすることを発表し予定通り出走した。他馬の斤量が112ポンド (50.8kg) から120ポンド (54.4kg) となるなか、1頭だけ129ポンド (58.5kg) の酷量を負担するものの圧倒的な一番人気に支持。レースでは直線で抜け出した2番人気のセントトリニアンズを決勝線寸前で交わすと1/2馬身差をつけ苦しみながらも17連勝と史上初となる同レースの3連覇、ロックオブジブラルタルと並ぶ連続するG1競走7出走7連勝の世界タイ記録を達成した。
次走としてこれも連覇中の8月7日開催のクレメント・L・ハーシュステークスが有力視されていたがシレフスはヴァニティー招待ハンデ後一貫して「開催されるデルマー競馬場の馬場状態を見て判断する」という慎重な姿勢を崩さず、開催週になってゼニヤッタをデルマーに移動させてからようやく出走を決定した。6頭立てのレースは前半の4ハロンが50秒6というスローペースの中で5番手追走から3角でまくりを仕掛け、4角で先頭に並んだあとはリンターバルの粘りを受けたもののそのままゴールまでクビ差をキープし優勝した。これにより18連勝と同レースの3連覇、連続するG1競走8出走8連勝の世界記録を達成した。
次走には10月2日のゼニヤッタステークスが有力視されていた。このレースはゼニヤッタが連覇中のレディーズシークレットステークスをゼニヤッタのBCクラシック制覇および引退を記念して2009年暮れに改名したものであったが、シレフスはこれについて「改名は名誉なことですが、前の名前のレースで走らせるのがより好ましいと思っています」と発言しこれを受けて主催者のオークツリー競馬協会は「改名を決定したときにはまだ現役続行は未発表だった」として9月1日にレース名を元に戻すことを発表した。5頭立てのレースでは最後尾からレースを進めると3コーナーからまくりをかけ、直線で粘る2番人気スウィッチを決勝線手前で捕らえると半馬身差をつけて優勝した。これにより北米でのデビューからの連勝記録1位タイとなる19連勝と同レースの3連覇、連続するG1競走9出走9連勝を達成した。

##### 唯一の敗戦-現役引退
11月6日、デビューからの20連勝及びティズナウ以来史上2頭目の連覇がかかったブリーダーズカップ・クラシックに出走した。レースではゆっくりとしたスタートから大きく離れた最後方を進みバックストレッチから徐々に差を詰めると直線では猛烈な追い込みを見せ、ブレイムと並んでゴール。しかし頭差届かず2着に敗れ、デビューからの連勝は19でストップ。レース後の会見で、スミスは敗戦の悔しさから机を叩いていた。
11月17日に現役引退およびケンタッキー州のレーンズエンドファームで繁殖牝馬として繋養されることが発表された。引退セレモニーを12月5日にハリウッドパーク競馬場で行なうことも発表されているが、シレフス調教師の強い希望で連日レース出走前同様の調教が行なわれ、アメリカの競馬マスコミもこの様子を連日報じていた。1月17日にエクリプス賞の選考結果が発表され、遂に年度代表馬に輝いた。最優秀古牝馬は3年連続の受賞である。

### 引退後
引退後はケンタッキー州のレーンズエンドファームに繋養されている。繁殖牝馬としての初年度の配合相手には、プリークネスステークス勝ち馬のバーナーディニが選ばれ、2012年3月8日に牡の初子を出産した。Cozmic Oneと名付けられたが、2戦0勝で引退。2年目はタピットが配合され、2013年4月1日の本馬の9歳の誕生日に牡の2番子を出産した。Ziconicと名付けられ、12戦0勝で引退した。3年目はウォーフロントが種付けされ、2014年4月20日に牝の3番子を出産したがこの子は放牧中の事故で死亡。2014年は種付けを行わず、休養させることが2014年5月5日にオーナーから発表された。2015年には再度ウォーフロントと交配されたが、この牡の4番子は2016年の誕生直後に胎便吸引症候群による呼吸不全で死亡している。2016年にアメリカ競馬名誉の殿堂博物館に殿堂入りした。2016年にはメダグリアドーロが種付けされ、2017年5月9日に牝馬を出産。Zelldaと名付けられた。2017年はイントゥミスチーフを種付けされたが流産。2018年は休養となった。2019年はキャンディライドを種付けされ、2020年5月17日に牝馬を出産。2020年は2年連続でキャンディライドを種付けされたが、2021年1月26日に死産したことが発表された。
2023年6月9日、ウォーフロントの牝馬を出産したのを最後に繁殖生活を引退し、レーンズエンドファームで功労馬として余生を送る。

## 競走成績
| 出走日         | 競馬場             | 競走名                   | 格 | 頭数 | 枠順 | 人気 | 距離   | 馬場 | 着順 | 騎手         | 斤量 | タイム   | 着差    | 1着（2着）馬        |
| -------------- | ------------------ | ------------------------ | -- | ---- | ---- | ---- | ------ | ---- | ---- | ------------ | ---- | -------- | ------- | ------------------- |
| 2007年11月27日 | ハリウッドパーク   | メイドン                 |    | 12   | 10   | 1    | AW6.5f | 速   | 1着  | D.フローレス | 55.5 | 1:15.22  | 3身     | (Carmel Coffee)     |
| 2007年12月15日 | ハリウッドパーク   | アローワンス             |    | 7    | 7    | 1    | AW8.5f | 速   | 1着  | D.フローレス | 54   | R1:40.97 | 3 1/2身 | (Quite a Stormkat)  |
| 2008年01月13日 | サンタアニタパーク | エルエンシノS            | G2 | 6    | 2    | 1    | AW8.5f | 速   | 1着  | D.フローレス | 52.6 | 1.40.61  | 1 3/4身 | (Tough Tiz's Sis)   |
| 2008年04月05日 | オークローンパーク | アップルブロッサムH      | G1 | 6    | 6    | 3    | D8.5f  | 速   | 1着  | M.スミス     | 52.6 | 1:42.64  | 4 1/2身 | (Brownie Points)    |
| 2008年05月31日 | ハリウッドパーク   | ミレイディH              | G2 | 5    | 3    | 1    | AW8.5f | 速   | 1着  | M.スミス     | 55.5 | 1:41.17  | 2 1/2身 | (Santa Teresita)    |
| 2008年07月05日 | ハリウッドパーク   | ヴァニティーH            | G1 | 7    | 3    | 1    | AW9f   | 速   | 1着  | M.スミス     | 56.2 | 1:49.51  | 1/2身   | (Tough Tiz's Sis)   |
| 2008年08月02日 | デルマー           | クレメント・L・ハーシュH | G2 | 8    | 7    | 1    | AW8.5f | 速   | 1着  | M.スミス     | 56.2 | R1:41.48 | 1身     | (Model)             |
| 2008年09月27日 | サンタアニタパーク | レディーズシークレットS  | G1 | 4    | 3    | 1    | AW8.5f | 速   | 1着  | M.スミス     | 55.8 | 1:40.30  | 3 1/2身 | (Hystericalady)     |
| 2008年10月24日 | サンタアニタパーク | BCレディーズクラシック   | G1 | 8    | 1    | 1    | AW9f   | 速   | 1着  | M.スミス     | 55.8 | 1.46.85  | 1 1/2身 | (Cocoa Beach)       |
| 2009年05月23日 | ハリウッドパーク   | ミレイディH              | G2 | 6    | 6    | 1    | AW8.5f | 速   | 1着  | M.スミス     | 57.2 | 1:42.30  | 1 3/4身 | (Life Is Sweet)     |
| 2009年06月27日 | ハリウッドパーク   | ヴァニティーH            | G1 | 6    | 6    | 1    | AW9f   | 速   | 1着  | M.スミス     | 58.5 | 1:48.15  | 2 1/2身 | (Briecat)           |
| 2009年08月09日 | デルマー           | クレメント・L・ハーシュS | G1 | 7    | 7    | 1    | AW8.5f | 速   | 1着  | M.スミス     | 56.2 | 1:43.24  | 頭      | (Anabaa's Creation) |
| 2009年10月10日 | サンタアニタパーク | レディーズシークレットS  | G1 | 7    | 5    | 1    | AW8.5f | 速   | 1着  | M.スミス     | 55.8 | 1:42.89  | 1 1/4身 | (Lethal Heart)      |
| 2009年11月08日 | サンタアニタパーク | BCクラシック             | G1 | 13   | 6    | 1    | AW10f  | 速   | 1着  | M.スミス     | 55.8 | 2:00.62  | 1 1/4身 | (Gio Ponti)         |
| 2010年03月13日 | サンタアニタパーク | サンタマルガリータ招待H  | G1 | 8    | 7    | 1    | AW8.5f | 速   | 1着  | M.スミス     | 57.5 | 1:48.20  | 1 1/4身 | (Dance To My Tune)  |
| 2010年04月09日 | オークローンパーク | アップルブロッサム招待   | G1 | 5    | 4    | 1    | D9f    | 速   | 1着  | M.スミス     | 55.8 | 1:50.71  | 4 1/2身 | (Taptam)            |
| 2010年06月13日 | ハリウッドパーク   | ヴァニティーH            | G1 | 6    | 5    | 1    | AW9f   | 速   | 1着  | M.スミス     | 58.5 | 1:49.01  | 1/2身   | (St Trinians)       |
| 2010年08月07日 | デルマー           | クレメント・L・ハーシュS | G1 | 6    | 5    | 1    | AW8.5f | 速   | 1着  | M.スミス     | 56.2 | 1:45.03  | 首      | (Rinterval)         |
| 2010年10月02日 | ハリウッドパーク   | レディーズシークレットS  | G1 | 5    | 5    | 1    | AW8.5f | 速   | 1着  | M.スミス     | 55.8 | 1:42.97  | 1/2身   | (Switch)            |
| 2010年11月06日 | チャーチルダウンズ | BCクラシック             | G1 | 13   | 6    | 1    | D10f   | 速   | 2着  | M.スミス     | 55.8 | 2:02.08  | 頭      | Blame               |

※競走名「S」はステークス、「H」はハンデキャップの略。
※タイム欄のRはレコード勝ちを示す。

## 表彰
- 2008年
  - エクリプス賞最優秀古牝馬
  - NTRAモーメント・オブ・ザ・イヤー（BCレディーズクラシック）[22]
- 2009年
  - エクリプス賞最優秀古牝馬
  - NTRAモーメント・オブ・ザ・イヤー（BCクラシック）[23]
  - AP通信「2009年を代表する女性アスリート」第2位（1位セリーナ・ウィリアムズ[24]）
- 2010年
  - エクリプス賞最優秀古牝馬・年度代表馬
  - NTRAモーメント・オブ・ザ・イヤー（BCクラシック2着）[25]
  - AP通信「2010年を代表する女性アスリート」第2位（1位リンゼイ・ボン[26]）
- 2016年～
  - アメリカ競馬名誉の殿堂博物館に殿堂入り[27]

## 競走馬としての特徴

### レーススタイル・身体的特徴
スタートを苦手としており、一貫して後方からの追い込み戦法で勝利を続けた。また巨体で跳びが大きいためにコーナーでは勢いが余り大外を膨れながら回ることがしばしばであった。
体高17ハンド (173cm) 、馬体重（推定）1200ポンド (544kg) は牝馬のみならず牡馬と引き比べても群を抜く巨体である。また上記の通り非常に跳びが大きく、デビューから3戦で騎乗したデヴィッド・フローレスは「これほど大きなフォームで走る馬は記憶にない。ごく簡単そうに、驚くほど長いストライドで走っている」と語っている。その一完歩の長さは、あのディープインパクト並で、8m近くに及んだと言う。（競馬雑誌『優駿』より）　調教を担当したスティーブ・ウィラードはその体高に合わせるため、イギリス製の特注の鞍を使用していた。
また競走とは関係がないが歩行の際にしばしば前脚を突っ張る癖があり、「ガチョウ足 (Goosestep) 」と呼ばれている。
ギネスビールが好物で何本も飲む姿を写真に撮られるなどしている。

### 評価

#### ゼニヤッタ関係者からの評価
主戦騎手を務めたスミスは2008年レディーズシークレットステークスを制した際に「これまで騎乗した中で最高の馬かも知れないと真剣に考え始めている」と語っており、「天国からの贈りもの」と激賞している。出遅れ癖についても「他の馬ならすべきでない」が追ってからの反応が素晴らしいために欠点とはならず、「完璧 (flawless) 」と評している。
ハリウッドパーク競馬場でトラックライダーを務めるスティーヴ・ウィラードは、2007年のデビュー前にはすでに「ラフィアンの再来だ」と周囲に語っていて、後に自らがかつて騎乗したアリシーバ、サイフォン、ジェントルメン、ジャコモらと比較し「これまでにも良い馬に乗ってきたが、彼女（ゼニヤッタ）が最高だと思う」と語っている。またウィラードはその気性について、「これまで手掛けてきた牝馬にはきつい性格が多かったけど、彼女は人間が好きなんだ。鼻面を寄せてきて、とても扱いやすいよ」と述べている。
2010年のBCクラシック時には、20連勝を懸けたゼニヤッタは全米の期待を受け、大いに注目された。ゼニヤッタ一色の当日のパドックでは大量のフラッシュを浴びる事態となり、関係者がそれを制止する一幕もあった。

#### その他
合田直弘は、2020年に選定した「世界の名牝 21世紀BEST10」にて1位に挙げている。

## 血統表
| ゼニヤッタの血統（ミスタープロスペクター系 / Hail to Reason5×4=9.38%、Hoist the Flag5×4=9.38%、Nashua5×5=6.25%） | ゼニヤッタの血統（ミスタープロスペクター系 / Hail to Reason5×4=9.38%、Hoist the Flag5×4=9.38%、Nashua5×5=6.25%） | ゼニヤッタの血統（ミスタープロスペクター系 / Hail to Reason5×4=9.38%、Hoist the Flag5×4=9.38%、Nashua5×5=6.25%） | （血統表の出典）      | （血統表の出典） |
| 父 Street Cry 1998 黒鹿毛 アイルランド                                                                           | 父の父Machiavellian 1987 鹿毛 アメリカ                                                                           | Mr. Prospector                                                                                                   | Raise a Native        | Raise a Native   |
| 父 Street Cry 1998 黒鹿毛 アイルランド                                                                           | 父の父Machiavellian 1987 鹿毛 アメリカ                                                                           | Mr. Prospector                                                                                                   | Gold Digger           |                  |
| 父 Street Cry 1998 黒鹿毛 アイルランド                                                                           | 父の父Machiavellian 1987 鹿毛 アメリカ                                                                           | Coup de Folie | Halo                  | Halo             |
| 父 Street Cry 1998 黒鹿毛 アイルランド                                                                           | 父の父Machiavellian 1987 鹿毛 アメリカ                                                                           | Coup de Folie | Raise the Standard    |                  |
| 父 Street Cry 1998 黒鹿毛 アイルランド                                                                           | 父の母Helen Street 1982 鹿毛 イギリス                                                                            | Troy | Petingo               | Petingo          |
| 父 Street Cry 1998 黒鹿毛 アイルランド                                                                           | 父の母Helen Street 1982 鹿毛 イギリス                                                                            | Troy | La Milo               |                  |
| 父 Street Cry 1998 黒鹿毛 アイルランド                                                                           | 父の母Helen Street 1982 鹿毛 イギリス                                                                            | Waterway | Riverman              | Riverman         |
| 父 Street Cry 1998 黒鹿毛 アイルランド                                                                           | 父の母Helen Street 1982 鹿毛 イギリス                                                                            | Waterway | Boulevard             |                  |
| 母 Vertigineux 1995 黒鹿毛 アメリカ                                                                              | 母の父Kris S. 1977 黒鹿毛 アメリカ                                                                               | Roberto | Hail to Reason        | Hail to Reason   |
| 母 Vertigineux 1995 黒鹿毛 アメリカ                                                                              | 母の父Kris S. 1977 黒鹿毛 アメリカ                                                                               | Roberto | Bramalea              |                  |
| 母 Vertigineux 1995 黒鹿毛 アメリカ                                                                              | 母の父Kris S. 1977 黒鹿毛 アメリカ                                                                               | Sharp Queen | Princequillo          | Princequillo     |
| 母 Vertigineux 1995 黒鹿毛 アメリカ                                                                              | 母の父Kris S. 1977 黒鹿毛 アメリカ                                                                               | Sharp Queen | Bridgework            |                  |
| 母 Vertigineux 1995 黒鹿毛 アメリカ                                                                              | 母の母For the Flag 1978 鹿毛 アメリカ                                                                            | Forli | Aristophanes          | Aristophanes     |
| 母 Vertigineux 1995 黒鹿毛 アメリカ                                                                              | 母の母For the Flag 1978 鹿毛 アメリカ                                                                            | Forli | Trevisa               |                  |
| 母 Vertigineux 1995 黒鹿毛 アメリカ                                                                              | 母の母For the Flag 1978 鹿毛 アメリカ                                                                            | In the Offing | Hoist the Flag        | Hoist the Flag   |
| 母 Vertigineux 1995 黒鹿毛 アメリカ                                                                              | 母の母For the Flag 1978 鹿毛 アメリカ                                                                            | In the Offing | Mrs.Peterkin F-No.4-r |                  |

父のストリートクライは初年度産駒からケンタッキーダービー優勝馬ストリートセンス等を輩出、記事冒頭の通り半姉にはG1競走3勝のバランスがいる良血馬であるがセール出品時点ではこれらの結果はまだ出ておらず、6万ドルという安価だったことの一因となっている。馬主のモスはこの価格で購買できたことを「運が良かった」と語っておりバランスの活躍後にセールに出品された半妹は55万ドル、ゼニヤッタ活躍後に出品された半弟は115万ドルと弟妹の価格は高騰している。
バランス以外の直近の近親にはステークス優勝馬もいるが、重賞勝ちなどの目立った実績は上げていない。3代母の半妹にケンタッキーオークス優勝馬スイートアライアンス、その産駒にアイリッシュダービー優勝馬で当時史上最高額のシンジケートを組まれ種牡馬入りしたシャリーフダンサーがいる。